# Microcythere producta
Microcythere producta är en kräftdjursart som beskrevs av Elofson 1944. Microcythere producta ingår i släktet Microcythere, och familjen Microcytheridae. Arten är reproducerande i Sverige.